# Jordan Stojkow
Jordan Iwanow Stojkow (bułg. Йордан Иванов Стойков, ur. 6 listopada 1951 w Sofii) – bułgarski piłkarz występujący na pozycji obrońcy, reprezentant Bułgarii w latach 1973–1979, trener piłkarski.

## Kariera klubowa
W sezonie 1970/71 rozpoczął karierę w ŻSK-Sławii Sofia. W latach 1971–1983 występował w klubie Łokomotiw Sofia.

## Kariera reprezentacyjna
Rozegrał 27 spotkań w reprezentacji Bułgarii U-21 oraz 9 meczów w seniorskiej reprezentacji Bułgarii.

## Kariera trenerska
W 1979 roku ukończył Narodową Akademię Sportową im. Wasiła Lewskiego i rozpoczął karierę szkoleniową jako asystent trenera Łokomotiwu Sofia (od 1983 do 1985). W sezonie 1985/86 pracował jako starszy trener klubu Bałkan Botewgrad. Od 1986 do 1991 prowadził bułgarską reprezentację młodzieżową. Trenował zespół Al-Ittihad Trypolis w sezonie 1991/92 oraz Pirin Goce Dełczew w sezonie 1992/93, a następnie przez dwa lata w Tanzanii (1993–1995), gdzie z Malindi SC zdobył Puchar i Super Tanzanii i osiągnął z zespołem siódme miejsce w rozgrywkach klubowych Afryki. Potem prowadził FK Szumen 2010 (1995–1996), chiński Shanghai Shenhua (1996–1997) i Kremikowci Sofia w latach 1997–1998.
W 1999 roku został mianowany na stanowisko głównego trenera reprezentacji Malediwów. W 2004 roku pracował w New Radiant SC. Od stycznia 2005 roku do października 2007 roku ponownie trenował drużynę narodową Malediwów. Od lipca do września 2010 roku był na czele klubu Czawdar Bjała Słatina. Dnia 15 września 2010 roku został nazwany nowym trenerem EEPCO FC.

## Sukcesy
Łokomotiw Sofia
- mistrzostwo Bułgarii: 1977/78
- Puchar Bułgarii: 1981/82